# 劉佩玉
劉佩玉，MH，香港建制派政黨民建聯成員，現任香港深水埗區議會委任議員，曾任深水埗區議會南昌中選區議員。

## 早年
劉佩玉在2002年畢業於香島中學中七年級。

## 從政
2007年香港區議會選舉，民協派出曾參與2005年深水埗區議會南昌中選區補選的張志強及民建聯時任區議員張文韜接班人劉佩玉爭奪（當時傳聞民建聯推薦張文韜擔任特區政府政治助理故未有參選，最終張文韜於2008年成為發展局政治助理），劉佩玉以1,197票勝出，而張志強得到1,012票。
2011年香港區議會選舉，劉佩玉爭取連任，另一候選人則是報稱獨立候選人的麥偉明（上屆麥代表民協參選與本區約五分鐘步程的油尖旺區議會大南選區），最後劉佩玉以大比數勝出（劉1,569票對麥519票）。
2015年香港區議會選舉，麥偉明於提名期最後一日報名參選並與爭取連任的劉佩玉爭奪，使深水埗區所有選區都超過一名候選人，所有選民可以投票，是深水埗區第一次，當屆全港層面而言，除深水埗區外只有中西區出現同樣情況，最後劉再次勝出（劉1,284票對麥538票）。
2019年香港區議會選舉，建制派大敗，但劉佩玉僅以102票險勝代表民主派，自稱「深水埗二姑」的深水埗社區關注組成員林倩同，成功保住議席，是南昌五選區唯一勝選的建制派區議員，也是該屆僅餘的兩名建制派深水埗區議員。

### 歷屆選舉結果
| 政党   | 政党             | 候选人    | 票数  | %     | ±      |
| ------ | ---------------- | --------- | ----- | ----- | ------ |
|        | 深水埗社區關注組 | ①. 林倩同 | 1,538 | 48.40 | 不適用 |
|        | 民建聯           | ②. 劉佩玉 | 1,640 | 51.60 | -18.87 |
| 多数票 | 多数票           | 多数票    | 102   | 3.21  | -37.73 |

| 政党   | 政党   | 候选人    | 票数  | %     | ±      |
| ------ | ------ | --------- | ----- | ----- | ------ |
|        | 民建聯 | ①. 劉佩玉 | 1,284 | 70.47 | -4.67  |
|        | 獨立   | ②. 麥偉明 | 538   | 29.53 | 不適用 |
| 多数票 | 多数票 | 多数票    | 746   | 40.94 | 不適用 |

| 政党   | 政党   | 候选人    | 票数  | %     | ±      |
| ------ | ------ | --------- | ----- | ----- | ------ |
|        | 獨立   | ①. 麥偉明 | 519   | 24.86 | 不適用 |
|        | 民建聯 | ②. 劉佩玉 | 1,569 | 75.14 | +20.95‬ |
| 多数票 | 多数票 | 多数票    | 1,050‬ | 50.29 | +41.92 |

| 政党   | 政党           | 候选人    | 票数  | %     | ±      |
| ------ | -------------- | --------- | ----- | ----- | ------ |
|        | 民協           | ①. 張志強 | 1,012 | 45.81 | 不適用 |
|        | 民建聯/ 工聯會 | ②. 劉佩玉 | 1,197 | 54.19 | 不適用 |
| 多数票 | 多数票         | 多数票    | 185   | 8.37  | 不適用 |

## 政治立場及爭議
劉佩玉為建制派政黨民建聯成員，是香港建制派的一份子。

### 禁止確立深水埗墟市民生議題共識
深水埗區議會環境及衛生委員會於2019年5月30日召開會議，討論「小販資助計劃」事宜。食環署代表指，對露天墟市持開放態度，又表示如果物色到場地，又得到區議會支持，在不影響食物安全衛生的情況下，食環署會對墟市給予適當的支援。民協議員江貴生其後提出動議，確立區議會對議題的共識，但遭到劉佩玉以不符合區議會常規中提出動議的時間規定為由，不接受江貴生的動議。結論一出隨即引來議員不滿，荔枝角中議員袁海文批評劉佩玉處理有問題，政府在開會前七個工作天才提交文件，議員根本不可能在十個工作天前提出任何相關動議。

### 2019年香港區議會選舉被指賄選
立場新聞於選舉投票日報道，深水埗有人派發廁紙、食物等，旁邊出現民建聯的直幡及該區民建聯候選人劉佩玉的易拉架宣傳品，有賄選之嫌。

### 香港逃犯條例爭議期間表現
2020年1月，深水埗區議會早上首次開會，民主派就香港逃犯條例爭議期間警察執法問題，要求提出譴責警察濫暴和成立獨立調查委員會。劉佩玉反要求調查是否有大財團、外國勢力支持，又稱因為警方只是依法執法，屬正常做法。其後多名民主派議員炮轟其說法荒謬，區議會副主席伍月蘭對於劉佩玉說法，批評她對不起香港人，發言內容令人「火滾」。民協譚國僑表示，劉佩玉應好好反省，到底深層次矛盾即警暴從何而來。最終動議在22票贊成、2票棄權下獲得通過。

### 狙擊2020年香港立法會選舉民主派初選
就2020年香港立法會選舉部署，民主派於7月11－12日進行初選，最終初選有超過60萬人次在全港251個票站投票。不過，包括劉佩玉在內的多名民建聯成員一直向政府各部門狙擊民主派初選。
於7月10日（初選前夕），劉佩玉、李清霞等多名民建聯區議員於政府總部向民政事務局請願5分鐘，聲稱代初選落敗者出氣，又指控初選宣揚「港獨」。
至7月13日，顏汶羽、劉佩玉等多名民建聯區議員，到房委會請願，針對初選不少票站位於民主派的議員辦事處，聲稱有關行為違反租約。

### 反對商場懸掛性感女性漫畫宣傳廣告
2020年10月6日，劉佩玉聯同立法會議員葛珮帆及深水埗區議會麗閣選區前區議員陳穎欣，到深水埗西九龍中心外舉行記者會，指接獲大量家長投訴商場外牆掛有6幅由本地漫畫插畫家林祥焜創作的作品，但作品展示了穿比堅尼泳衣，露出腰部和大髀內側的女子，又寫有「放肆」、「不忘初心」等字，令子女感到不安。劉佩玉批評廣告少女衣著十分暴露，令人感到不安和尷尬，意識不良，加上有不少家長和子女會路過，要求西九龍中心下架，如未獲回應，會發起網上聯署及去信淫褻物品審裁處。12日，商場以颱風襲港為由，拆除懸掛外牆的大型作品。25日，商場重新掛上其中3幅林祥焜作品及3幅甘小文女子畫像的作品。劉佩玉指當初只是盡責反映家長的投訴。